# Bas-en-Basset

Bas-en-Basset este o comună în departamentul Haute-Loire, Franța. În 2009 avea o populație de 4,020 de locuitori.